# Maria Teresa (fregata)
La Maria Teresa è stata una fregata a vela della marina del Regno di Sardegna in servizio dal 1818 al 1838. 

## Storia
Nel 1814 il barone Giorgio Des Geneys, comandante della marina del Regno di Sardegna, decise di avviare un programma di costruzioni navali che comprendeva due fregate a vela da 60 cannoni da costruirsi presso il Cantiere della Foce di Genova, su progetto dell'ingegnere Giacomo Biga, che ricevettero rispettivamente il nome di Maria Teresa e Commercio di Genova, e una da 44 che fu denominata Maria Cristina.
Nella Marina sarda il ponte superiore continuo, introdotto con il Commercio di Genova e la Maria Teresa, venne inizialmente definito “ponte volante” per poi assumere più correttamente il nome di ponte di coperta.  La Maria Teresa venne varata nel 1816, mentre la Commercio di Genova nel 1817. 
Le due navi furono armate con i 55 cannoni da 24 lb (peso francese) di modello francese acquistati però in Svezia.  L'allestimento della Maria Teresa a Genova venne seguito a partire dal gennaio del 1817 dal tenente di vascello Luigi Ottavio Serra, e terminò nel 1818.
Nel 1820 la nave eseguì una missione di trasporto per la Sardegna, imbarcando alcuni impiegati destinati a prestarvi servizio, e poi trasportò a Genova S.E. il cavaliere de Revel destinato ad assumere il governatorato della provincia di Torino.
Il 9 aprile 1822 una divisione navale al comando di Des Geneys, composta dalle fregate Maria Teresa, Commercio di Genova, dai brigantini Nereide e Zeffiro e dalla goletta Vigilante, con duemila uomini a bordo, salpò da Genova alla volta del Marocco, per concludere un trattato di commercio con il Sultano, fortemente voluto dagli armatori genovesi. Nel 1830 la fregata Maria Teresa, agli ordini di Luigi Ottavio Serra, partecipò a una azione contro il Bey di Tunisi che creava problemi alla navigazione commerciale. 
Nel 1827 sulla Maria Teresa e la Commercio di Genova i cannoni da 24 lb francesi vennero sostituiti con i nuovi cannoni di pari calibro (nominale) acquistati in Gran Bretagna. Nel 1829 la nave eseguì una crociera di navigazione raggiungendo dapprima il porto greco di Navarino, da cui salpò il 21 maggio per raggiungere il giorno 28 quello siciliano di Messina, dove si incontrò con i vascelli francese Breslau e inglese Revenge, e quindi quello francese di Tolone dove arrivò il 9 giugno. La nave venne definitivamente radiata nel 1838. A causa del legno fresco usato per la sua costruzione ebbe vita breve.

### Annotazioni
1. ↑  Sulle due navi si trovavano rispettivamente gli ambasciatori francese e inglese.

### Fonti
1. 1 2  Randacci 1864, p. 27.
2. 1 2  Antica Foce.
3. 1 2  Archivio di Stato di Torino, Sezioni Riunite, Ministero della Marina, Materiale, lettere n°3.491 del 13/7/1827 dal Ministro di guerra e Marina al Comandante Generale della Marina, registro n° 286.
4. ↑   Gazzetta di Firenze, 21 settembre 1820,  p. 10. URL consultato il 4 aprile 2021.
5. ↑  Virtualsailing.
6. ↑  Carpani 2016, p. 76.
7. ↑   Gazzetta universale, 27 giugno 1829,  p. 105. URL consultato il 4 aprile 2021.